# Кастелморон сир Лот
Кастелморон сир Лот (фр. Castelmoron-sur-Lot) насеље је и општина у југозападној Француској у региону Аквитанија, у департману Лот и Гарона која припада префектури Марманд.
По подацима из 2011. године у општини је живело 1740 становника, а густина насељености је износила 74,84 становника/km². Општина се простире на површини од 23,25 km². Налази се на средњој надморској висини од 50 метара (максималној 195 m, а минималној 32 m).

## Демографија
| 1962. | 1968. | 1975. | 1982. | 1990. | 1999. | 2011. |
| ----- | ----- | ----- | ----- | ----- | ----- | ----- |
| 1.528 | 1.547 | 1.444 | 1.527 | 1.662 | 1.664 | 1.740 |

График промене броја становника у току последњих година